# The Nation of Ulysses
The Nation of Ulysses est un groupe de punk rock américain, originaire de Washington. Originellement connu sous le nom «Ulysses», le groupe se compose initialement de Ian Svenonius au chant et à la trompette, Steve Kroner à la guitare, Steve Gamboa à la guitare basse, et James Canty à la batterie. Tim Green se joint plus tard au groupe en 1989 comme guitariste avant qu'ils ne se renomment Nation of Ulysses. Nation of Ulysses se sépare en automne 1992, sans avoir réussi à finir leur troisième album. Après la séparation, Svenonius, Canty, et Gamboa forme les groupes Cupid Car Club et The Make-Up.
The Nation of Ulysses était connu pour ses textes politiquement engagés à gauche, leur performances live très physiques, et leur style unique dans la culture punk.

## Biographie
Le groupe se forme au printemps 1988, avec quatre membres – Ian Svenonius au chant et à la trompette, Steve Kroner à la guitare, Steve Gamboa à la guitare basse, et James Canty à la batterie – sous le nom initial de Ulysses. À la fin de 1989, Tim Green se joint à eux comme second guitariste et le groupe se rebaptise Nation of Ulysses.
En 1991, avant le début des enregistrements officiels, Ian Svenonius participe à une entrevue avec le magazine Sassy Magazine, durant laquelle il parle musique et politique. La même année, ils publient leur premier album, 13-Point Program to Destroy America au label Dischord Records. Il est suivi un an plus tard par Plays Pretty for Baby, aussi sur Dischord.
Pendant les enregistrements de Plays Pretty for Baby, Steve Kroner quitte le groupe. Le quatuor continue alors sur sa lancée, mais finit par se séparer en 1992. Dans une interview réalisée un peu plus tard, Svenonius explique : « Nation of Ulysses s'est séparé parce que nous avons changé d'époque, avec l'avènement de la musique numérique et l'explosion de Nirvana. Nous avons dû faire face à ce qu'on appelle maintenant le rock indépendant, un mouvement vain. Nous devions trouver une nouvelle stratégie, et ça a donné ceci [la formation de The Make-Up]. »
Après la séparation de Nation of Ulysses, Svenonius forme trois nouveaux groupes : Cupid Car Club et the Make-Up avec James Canty et Steve Gamboa, et Weird War avec d'autres musiciens. Green devient ingénieur-son et producteur et se joint au groupe de metal progressif The Fucking Champs.
Malgré leur durée de vie restreinte, Nation of Ulysses a eu une grande influence. Ils ont été cités comme source d'inspiration par The (International) Noise Conspiracy, The Hives, Thursday, Refused, Boysetsfire, Bikini Kill, Rocket From The Crypt, Antioch Arrow, The Locust, At The Drive-in, LCD Soundsystem et Huggy Bear, entre autres,,.